# Tazhudan
 (février 2024).
Tazhudan, anciennement connu sous le nom de roi tamoul Cheraman Perumal ( litt. « Grand seigneur des Cheras »), a joué un rôle important dans l'histoire en tant que premier monarque indien à embrasser l'islam. Après sa conversion, les Siddhars lui donnèrent le titre de Makkahvukkupona Perumal ( litt. « Empereur qui se rendit à La Mecque »),. Son histoire de conversion est imprégnée d'événements intrigants, avec un moment charnière tournant autour de la mystérieuse division de la lune .,

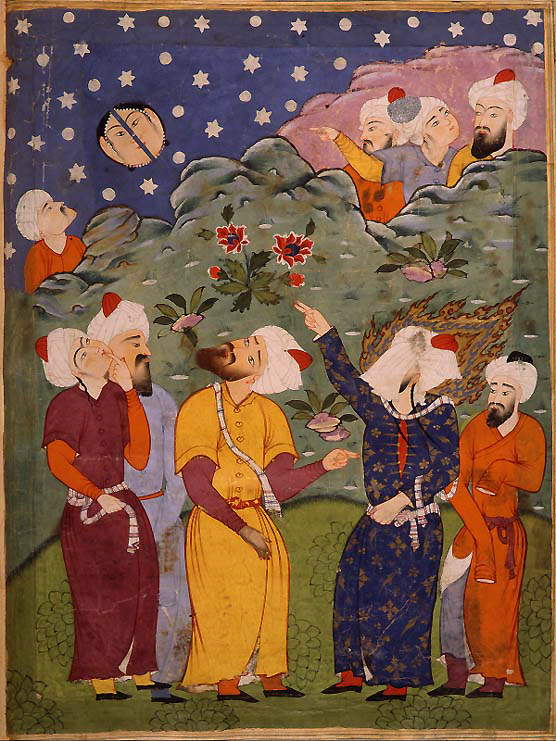
Mahomet souligne la division de la Lune. Aquarelle anonyme du XVIe siècle tirée d'un falnama, un livre de prophétie persan. Mahomet est le personnage voilé à droite.

Selon l'histoire, Cheraman Perumal, possiblement connu sous le nom de Baskara Ravi Varma, se promenait tard dans la nuit dans le jardin du palais en compagnie d'une de ses reines préférées. Pendant cette promenade paisible, il fut le seul témoin du curieux phénomène de la lune se divisant, ce qui le plongea dans la perplexité. De retour précipitamment dans la capitale du royaume Chera, il sollicita les conseils des astronomes hindous, les Siddhas, renommés pour leur expertise dans le domaine céleste.
Malgré le système mathématique hindou avancé, les astronomes n’ont pas pu déterminer l’heure exacte et les coordonnées de ce phénomène lunaire, laissant Cheraman intrigué. Saisissant le moment opportun où les marchands arabes de la tribu Banu Quraych visitaient son palais, il s'enquit de l'événement qui s'était déroulé dans le ciel oriental. Au Xe siècle, Al-Tabari a écrit à ce sujet dans son Tarikh al-Tabari, et Ferichta en a également discuté dans son Tarikh Ferichta. Ils sont tous deux d’accord avec les informations présentées,.

## Voyage à La Mecque et rencontre avec le prophète Mahomet

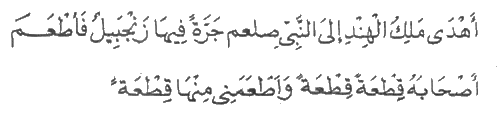
Abu Sa'id al-Khudri a raconté qu'un roi de l'Inde avait offert au prophète Mahomet un pot rempli de gingembre. Le Prophète distribuait le gingembre à ses compagnons, en donnant un morceau à chacun. Abu Sa'id al-Khudri lui-même en reçut un morceau et le mangea. Cette narration se trouve dans « al-Mustadrak 'ala al-Sahihayn » de Hakim al-Nishaburi.

Les marchands arabes étaient venus dans un port très fréquenté de Malabar, connu pour son importance dans le commerce mondial. Ils cherchaient à rencontrer le roi pour obtenir son autorisation de se rendre à Eelam. Au cours de leur entretien avec le roi, ils lui ont parlé du prophète Mahomet. En réaction, le roi a désigné son fils comme régent du royaume et a accompagné les marchands arabes pour rencontrer le prophète en personne. Animé par un désir de connaissance, Cheraman a décidé d'entreprendre un pèlerinage à La Mecque. Là-bas, il avait l'intention de prier au temple du dieu arabe de la Lune, Houbal, ainsi qu'au sanctuaire des idoles de Quraysh. C'est pendant ce pèlerinage que le destin l'a mis en présence du vénéré prophète de l'islam, Mahomet.
Dans l'enceinte sacrée de la Kaaba, Cheraman a présenté des cadeaux, notamment des cornichons au gingembre, à Mahomet et à ses compagnons. S'engageant dans une conversation en arabe, Cheraman a demandé conseil au prophète concernant l'événement lunaire déroutant dont il avait été témoin. À un moment d’une profonde signification, Bilal, un compagnon de Mahomet, a joué un rôle central en guidant Cheraman vers la voie de l’Islam.

## Conversion et reconnaissance en tant que Tazhudan
Profondément influencé par les enseignements de l'Islam, Cheraman a adopté la foi après avoir rencontré le prophète Mahomet, qui lui a donné le nom de Tazhudan, symbolisant sa dévotion. Cet événement majeur a inauguré la diffusion de l'Islam dans le sous-continent indien, faisant ainsi de Tazhudan le premier musulman indien.

## La mort
Après avoir disparu à Oman pendant son voyage de retour, Tazhudan a été inhumé à Salalah. Après avoir accompli les rites funéraires, ses compagnons sont retournés au Kerala avec une lettre du roi. Accueillis avec respect par sa famille et ses serviteurs, ils ont obtenu la permission de propager les enseignements de l'Islam. Leurs efforts ont abouti à l'établissement de l'Islam en 629 après J-C, marqué par la construction de la première mosquée indienne à Cranganore.
Le mausolée de Perumal, qui a adopté le nom de Tazhudan après s'être converti à l'islam, est un lieu de pèlerinage respecté à Salalah, attirant un grand nombre de croyants. Malgré sa simplicité architecturale, le site sacré renferme une grande tombe décorée de "chadars" (tissus) finement travaillés. À proximité du mausolée se trouve une petite mosquée, entourée de cocotiers et de jardins.